# Daniel Grenon
Pour les articles homonymes, voir Grenon.
Daniel Grenon, né le 31 juillet 1948 à Saint-Fargeau (Yonne), est un homme politique français.
Membre du Rassemblement national (RN), il est élu député dans la 1re circonscription de l'Yonne lors des élections législatives de 2022. Réélu en 2024, mais accusé d'avoir tenu des propos racistes, il est exclu du RN et siège comme  non-inscrit.

## Biographie

### Parcours professionnel
Commençant son apprentissage à 14 ans, il est d'abord artisan, puis commerçant, à Toucy, en Puisaye, où il tient une épicerie fine de produits régionaux. Il a pris sa retraite professionnelle en 2010.

### Parcours politique
Lors des élections régionales de 2021 en Bourgogne-Franche-Comté, il figure sur la liste RN de Julien Odoul, mais n'est pas élu.
Lors des élections départementales de 2021 dans l'Yonne, il se présente sous l'étiquette RN dans le canton de Cœur de Puisaye, mais est battu au second tour.
Lors des élections législatives de 2022, il est élu député de la première circonscription de l'Yonne sous les couleurs du RN. Il bat avec 51,1 % des voix la candidate de la Nupes Florence Loury, au second tour.
Il est réélu en 2024 avec l’étiquette Rassemblement national mais siège en tant que non-inscrit à la suite d'une sanction temporaire après des propos polémiques.
Il est définitivement exclu du RN le 18 octobre 2024.

## Affaire judiciaire
En juin 2024, lors d’un débat organisé par la presse locale, il tient des propos jugés racistes. Interrogé sur les « dérapages du RN » par le quotidien local L'Yonne républicaine, il déclare : « Des dérapages, il y en a partout. Si on veut revenir sur les binationaux, toutes ces choses-là sont discutables. Mon grand-père était Arménien, il n’a jamais embêté qui que ce soit. Sur 30 ou 40 postes, on ne peut pas se permettre d’avoir des binationaux. Des Maghrébins sont arrivés au pouvoir en 2016, ces gens-là n’ont pas leur place dans les hauts lieux »,. Le procureur de la République en a été saisi.
Le 18 avril 2025, le député passe devant le tribunal de Sens et assume ses propos. Daniel Grenon se défend de tout racisme et affirme avoir été « piégé » par le journaliste, qui lui a soumis l’exemple des « Franco-Maghrébins » concernant les binationaux. Le procureur requiert une amende de 1 500 euros. Le 2 mai 2025, le tribunal le juge coupable de propos discriminatoires et le condamne à une amende de 3 000 euros et 1500 euros de dommages et intérêts à chacune des trois parties civiles.

## Vie personnelle
Daniel Grenon est issu d’une fratrie de sept enfants, nés d’un père ouvrier et d’une mère au foyer.